# Alexandre Lombard
Pour les articles homonymes, voir Lombard.
Alexandre Lombard, né à Genève le 23 avril 1810 et mort le 28 mai 1887 dans la même ville, est un banquier et un philanthrope suisse, connu pour son activité en faveur du repos du dimanche.

## Biographie
Alexandre Lombard est le fils de Jean-Gédéon Lombard, banquier genevois, et d’Élisabeth Morin, originaire de Dieulefit. Il fait ses études à l'académie de Genève puis réalise un apprentissage de commerce et de banque à Liverpool. Il entre à la banque Lombard, Odier et Cie, dont il est associé dès 1834.

## Repos dominical
Alexandre Lombard s'intéresse particulièrement au repos du dimanche. Il participe à la fondation en 1861 de la Société pour la sanctification du dimanche, qui prend ensuite le nom de Société pour l’observation du dimanche. Cette société, créée par des philanthropes protestants et des pasteurs de Genève, a pour but d’obtenir un jour de repos pour tous, le dimanche. Son action au sein du mouvement dominical suisse devient internationale, au sein de la Fédération internationale pour l'observation du dimanche (FIDOP). Une des revendications du mouvement est notamment la généralisation de la paie le vendredi soir, afin que les salariés puissent faire leurs courses le samedi, espérant de la sorte que les magasins n'auront plus de clients le dimanche et pourront donner congé à leurs employés.

## Publications
- Notice sur la position financière actuelle des États de l'Amérique du Nord (1841)
- Isabeau Menet prisonnière à la tour de Constance 1735-1750, éd. Alexandre Lambert (Genève, 1873)